# Artéria cólica média
A artéria cólica média é ramo da artéria mesentérica superior, proveniente da Aorta abdominal. Ela é responsável pela irrigação do cólon transverso (parte do intestino grosso).